# ریشارد تاراشیویچ
ریشارد تاراشیویچ (لهستانی: Ryszard Tarasiewicz؛ زادهٔ ۲۷ آوریل ۱۹۶۲) بازیکن سابق و مربی فوتبال اهل لهستان است.
از باشگاه‌هایی که در آن بازی کرده‌است می‌توان به باشگاه فوتبال شلاسک وروتسواف، باشگاه فوتبال نانسی، و باشگاه فوتبال لانس اشاره کرد.
وی همچنین در تیم ملی فوتبال لهستان بازی کرده‌است.